# Église Saint-Gervais-et-Saint-Protais de Loiron
L'église Saint-Gervais-et-Saint-Protais est située à Loiron, en Mayenne.

## Histoire
L'église est dédiée à Saint Gervais et saint Protais.

## Description
Davelu indique qu'elle est médiocre et assez mal arrangée. 
Elle avait sans doute à l'origine chœur et abside, transept et absidioles. Toutes les autres parties furent refaites après le XVe siècle. Elle possède chœur et chapelle méridionale carrés, épais contreforts aux angles et le long de la nef, fenêtres en plein cintre. 
La façadeétait couronnée d'un beffroi et d'une petite pyramide en charpente, où André Saudrais installa une horloge avant 1760. 
A l'intérieur, on trouve des pilastres cannelés et des archivoltes à moulures simples décoraient les arcades du chœur et des chapelles. 
La nef a été prolongée et restaurée par M. Boutreux en 1867, le chœur et le transept reconstruits en 1879. 
On mentionne les autels de Sainte-Catherine (1489) et de Saint-Sébastien (1514).
L'église possédait, depuis le 23 octobre 1774, une parcelle de la Vraie Croix donnée par les Capucins de Laval.et les reliques de quatre martyrs.
L'inventaire, commencé le mardi 6 février 1906, après protestation du curé et réquisition par l'agent de deux témoins, se prolongea pendant deux jours entiers.

## Source
- « Église Saint-Gervais-et-Saint-Protais de Loiron », dans Alphonse-Victor Angot et Ferdinand Gaugain, Dictionnaire historique, topographique et biographique de la Mayenne, Laval, A. Goupil, 1900-1910 [détail des éditions] (BNF 34106789, présentation en ligne)